# Orde van Mejidië

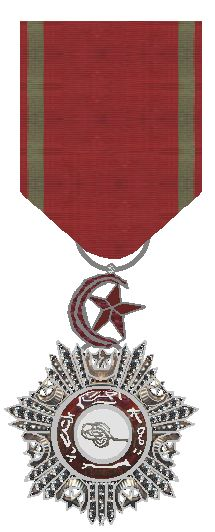
Vijfde Klasse

De Keizerlijke Orde van Mejidië of "Medjidjie", in het Turks Mecidiye Nişanı, "Nishan-i-Mejidie" of "Nishan-i-Majidia" geheten, werd op 17 september 1852 door Abdu'l-Majid Khan, sultan van Turkije, ingesteld. Men vertaalt de Turkse naam wel als "Orde van de Adeldom" maar aan het bezit van deze orde was geen adeldom verbonden en men verleende haar ook aan niet-adellijke personen.

## De geschiedenis
De Orde van Mejidië verving de Orde van de Glorie of Nişan-i İftihar die in datzelfde jaar werd afgeschaft. Deze kostbare onderscheiding met twee graden voldeed niet in een tijd dat men steeds meer onderscheidingen toe moest kennen. Men verleende de Keizerlijke Orde van Mejidië voor burgerlijke en militaire verdiensten. Er was geen militaire divisie maar er zijn tijdens de Eerste Wereldoorlog wel versierselen met opgelegde dolken of sabels uitgereikt. Het was mogelijk een drager van de vijfde graad van deze orde ook een ster van de Vijfde Klasse met de dolken te verlenen. Men droeg de twee versierselen dan naast elkaar. Naar schatting was een op de twintig versierselen uit de periode 1914 - 1918 met sabels versierd. Uit de Krimoorlog zijn geen militaire versierselen bekend.
De Keizerlijke Orde van Mejidië was de meest verleende Turkse ridderorde. Hoewel er niet meer dan 50 Turkse grootkruisen en 6000 Turkse ridders mochten zijn, werd een veelvoud van dit aantal benoemingen in het buitenland gedaan. Diplomaten, consuls en ambassadepersoneel werden geregeld gedecoreerd. Dames werden niet in deze orde opgenomen.
De orde was in rang de laagste van de Ottomaanse ridderorden maar had, ook al werd zij veel verleend, wel prestige. De Krimoorlog en de Britse aanwezigheid in de — nominaal Ottomaanse — Soedan en in Egypte zorgden voor veel benoemingen van Britse militairen en bestuurders in deze orde. Men verleende de orde ook aan officieren van de oorlogsschepen die in het kader van vlagvertoon Constantinopel bezochten en op tal van foto's van 19e-eeuwse Britse officieren komt deze orde dan ook voor.
Tijdens de Eerste Wereldoorlog koos Turkije de kant van Duitsland en Oostenrijk. Er zijn uit deze periode honderden benoemingen van Duitse, Bulgaarse en Oostenrijks-Hongaarse officieren bekend.

## De graden

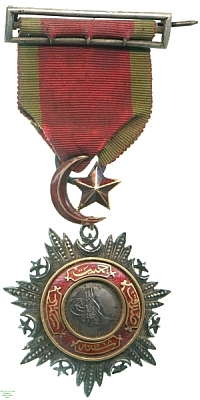
Kleinood uit de Krimoorlog

De orde had vijf graden en werd voor militaire en burgerlijke verdiensten verleend. In Turkije vermeed men de typisch Europese aanduidingen als "ridder" en "commandeur" omdat deze in de mohammedaanse wereld geen passend equivalent hebben en uit de kruisvaardersorden afkomstig zijn.
De Ottomaanse orden zijn daarom in vijf klassen, corresponderend met het in de diplomatie gebruikelijke model, verdeeld.
Eerste Klasse met briljantenDeze Eerste Klasse komt overeen met een bijzondere graad van het grootkruis zoals die in Europese landen wordt uitgereikt aan regeringsleiders en vorstelijke personen. Men droeg een kleinood aan een breed lint over de rechterschouder en de met diamanten bezette ster.
Eerste KlasseKomt overeen met een grootkruis zoals men dat aan ministers, generaals en ambassadeurs uitreikt.
Men droeg een kleinood aan een breed lint over de rechterschouder en de zilveren ster.
Tweede KlasseKomt overeen met de rang van grootofficier in een Europese orde. Staatssecretarissen, gouverneurs en luitenant-generaals komen volgens het protocol voor deze graad in aanmerking. Men droeg een kleinood aan lint om de hals en de zilveren ster.
Derde KlasseKomt overeen met de graad van commandeur in een Europese orde. Hoge ambtenaren, consuls-generaal, burgemeesters van grote steden en kolonels komen volgens het protocol voor deze graad in aanmerking. Men droeg een kleinood aan lint om de hals.
Vierde KlasseKomt overeen met de graad van officier in een Europese orde. Hogere ambtenaren, consuls, burgemeesters van kleinere steden en kapiteins komen volgens het protocol voor deze graad in aanmerking. Men droeg een kleinood aan lint met rozet op de linkerborst.
Vijfde KlasseKomt overeen met de graad van ridder in een Europese orde. Leidinggevende ambtenaren en officieren komen volgens het protocol voor deze graad in aanmerking. Men droeg een kleinood aan lint op de linkerborst.

## De versierselen

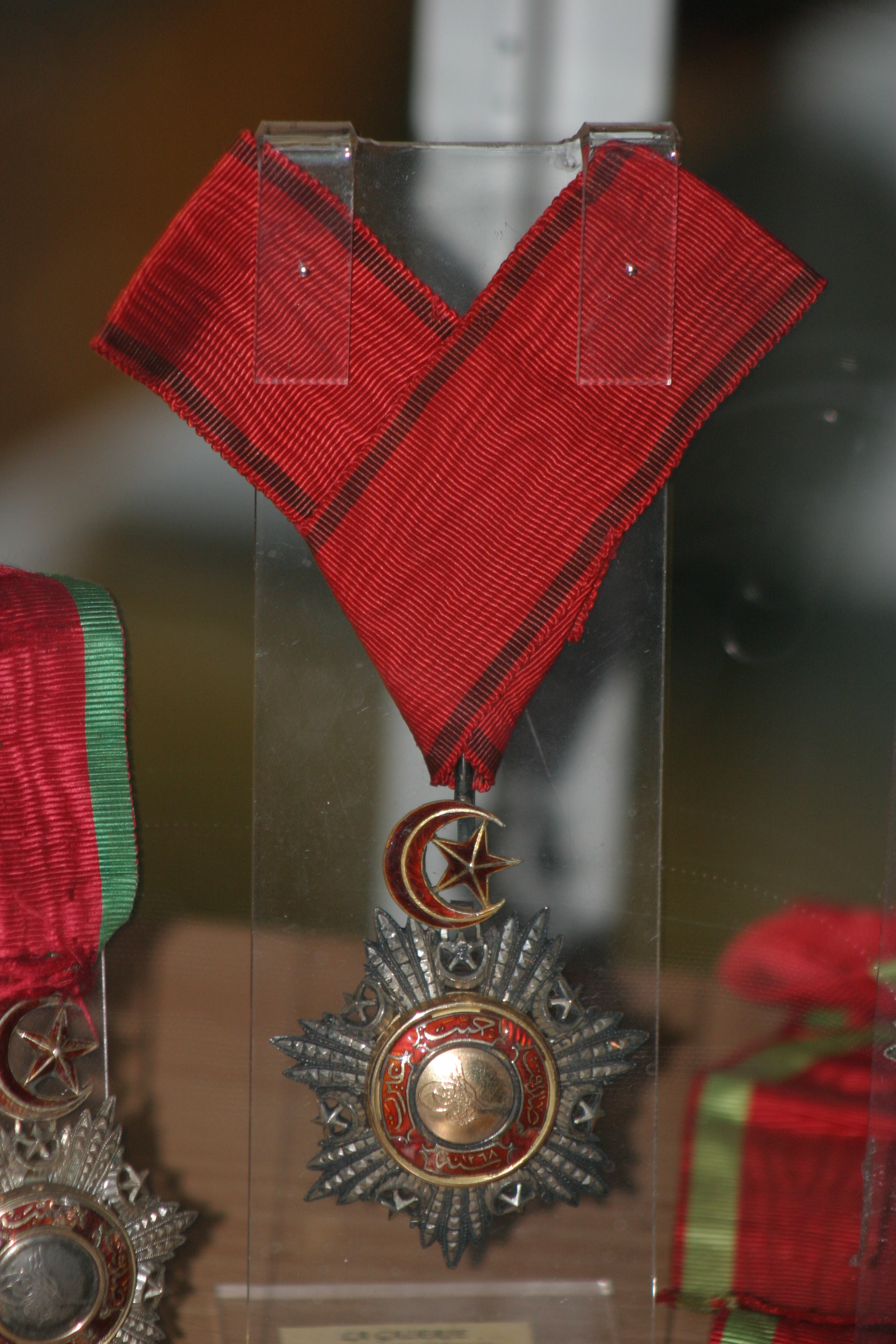
Een commandeurskruis in een vitrine

Het kleinood is een zilveren zevenpuntige ster met zeven kleine halvemanen en sterren tussen de stralen. De ring rond het gouden of verguld zilveren medaillon met de keizerlijke Tughra is rood. Op de ring staat, in het Arabisch "Vlijt, Toewijding, Trouw". De verhoging en verbinding met het lint is een zilveren halve maan met ster.
De ster van de orde lijkt op het kleinood maar de stralen zijn in twee lagen aangebracht. De sterren en manen liggen op de onderste laag stralen. Er zijn sterren met ingelegde roosgeslepen diamanten en ook met strass stenen bekend. Deze diamanten op de ster waren bedoeld als een bijzondere klasse van het grootkruis. Het is onwaarschijnlijk dat een Sultan een ster met namaakstenen heeft laten uitreiken, waarschijnlijk zijn de edelstenen later door strassstenen vervangen zoals men dat bij onderscheidingen met briljanten vaak ziet.
De eerste exemplaren uit de Krimoorlog worden veel verzameld. Zij kenmerken zich door hun constructie uit twee delen; een holle achterkant en een daarop bevestigde omlijsting van het medaillon. De ring onder de verhoging is rond waar die later vierkant wordt.
Oude sterren zijn platter dan de latere exemplaren en hebben op de achterzijde ringen in plaats van een gesp. Deze ringen maken het mogelijk om de ster op een uniform of geklede jas te naaien en herinneren aan de geborduurde sterren die rond 1850 uit de mode raakten.
Het moirézijden lint is rood met groene biezen. Oudere linten hebben soms scharlakenrode strepen.
In 1869 werd de prins van Wales, de latere Eduard VII van het Verenigd Koninkrijk met de eerste klasse van deze orde onderscheiden.